# Ponderay
La ville américaine de Ponderay est située dans le comté de Bonner, dans l’Idaho. Lors du recensement de 2010, sa population s’élevait à 1 137 habitants.

## Source
- (en) Cet article est partiellement ou en totalité issu de l’article de Wikipédia en anglais intitulé « Ponderay, Idaho » (voir la liste des auteurs).